# Släpp taget
Släpp taget (tidigare benämnd Allt blir bra) är en svensk dramafilm som hade premiär på strömningstjänsten Netflix den 1 november 2024. Manus är skrivet av Josephine Bornebusch som även svarat för filmens regi. Bornebusch spelar även en av filmens huvudroller.

## Handling
Filmen kretsar kring Stella som har allt under kontroll. Bortsett från hennes yngsta sons behov av uppmärksamhet, hennes dotters tonårshumör och hennes mans oförmåga att vara känslomässigt närvarande. För att samla familjen bestämmer hon sig för att ta med familjen på en resa.

## Rollista
| Josephine Bornebusch | – Stella               |
| Pål Sverre Hagen     | – Gustav               |
| Sigrid Johnson       | – Anna                 |
| Olle Tikkakoski      | – Manne                |
| Leon Mentori         | – Gabriel              |
| Tone Danielsen       | – Astrid               |
| Niklas Falk          | – Arild                |
| Irma Jämhammar       | – Liz                  |
| Mathias Lithner      | – Frank                |
| Lola Zackow          | – Angela               |
| Hannu Kiviaho        | – parkeringsvakt       |
| Louise Sondlo Zapata | – Lulu                 |
| Lotta Karlsson       | – flygplatskontrollant |
| Misagh Sharifian     | – flygplatskontrollant |
| Linda Kunze          | – flygplansmamma       |
| Anton Annerfeldt     | – servitör             |
| Lotten Roos          | – läkare               |
| Alexandra Goncalves  | – kvinna               |